# Asteranthos brasiliensis
Asteranthos brasiliensis là một loài thực vật có hoa trong họ Lecythidaceae.
Loài này có ở Brasil, Colombia, và Venezuela.